# Hipokaust
Hipokaust (lat. hypocaustum, grč. ὑπόϰαυστον, od ὑπό: ispod i ϰαυστός: zagrijan, zapaljen), u antičkom Rimu, je uređaj za grijanje prostorija ispod poda s pomoću vreloga zraka. Smatra se da ga je u 2. stoljeću pr. Kr. izumio G. Sergije Orata. Vreli se zrak iz ložišta sustavom nadsvođenih kanala između niza stupaca zidanih od opeke (lat. suspensurae) provodio ispod poda gornje prostorije ili kroz šuplje opeke u zidovima (lat. tubuli). Sustav hipokausta zadržao se u nekim europskim samostanima do 11. stoljeća.
Kao prvo centralno grijanje može se smatrati hipokaust, antički uređaj za grijanje. Ispod prostorija, koje su se trebale grijati, bio je posebni podrum, takozvani hipokaust sa stupovima (lat. pilae) visokim 740 mm od opeke ili glinenih cijevi. Na stupovima su bile postavljene ploče od opeke koje su nosile od 150 do 200 mm debeli strop. Ložište je bilo postavljeno pored zgrade. Gorivo je bilo drvo ili drveni ugljen. Vrući dimni plinovi strujali su između stupova hipokausta i odvodili se kroz otvore u zidovima. Kad su stupovi, a djelomično i strop bili dovoljno zagrijani, obustavilo se loženje, zatvarali su se otvori za odvod dima, a otvarali otvori u podu ili u zidovima prostorije. Tada se dovodio u prostoriju svježi vanjski zrak, koji se zagrijao pri prolazu pored usijanih stupova hipokausta.

## Vanjske poveznice
|  | Zajednički poslužitelj ima još gradiva o temi Hipokaust |